# Saint-Germain-des-Prés (Loiret)
Pour les articles homonymes, voir Saint-Germain et Saint-Germain-des-Prés.
Saint-Germain-des-Prés est une commune française, située dans le département du Loiret en région Centre-Val de Loire.

## Géographie

### Situation
La commune de Saint-Germain-des-Prés se trouve dans le quadrant nord-est du département du Loiret, dans la région agricole du Gâtinais pauvre. Situé sur la route D 943 Montargis - Château-Renard - Joigny, le village est à 9,0 km (à vol d'oiseau) au sud-est de sa sous-préfecture Montargis et 6,3 km de Château-Renard, ancien chef-lieu du canton dont dépendait la commune avant mars 2015 ; sa préfecture Orléans est à 70,4 km à l'ouest-sud-ouest, Paris à 120 km au nord par l'autoroute A6. La commune fait partie du bassin de vie de Montargis.

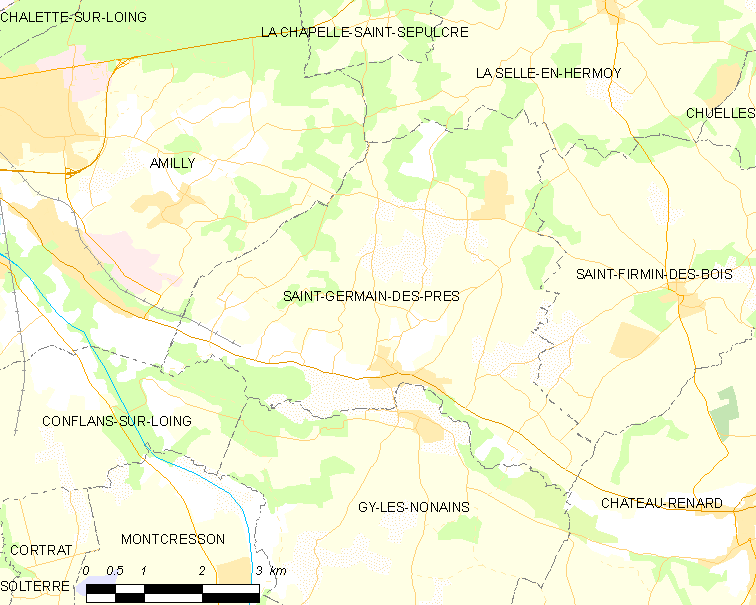
Carte de la commune de Saint-Germain-des-Prés (Loiret) et des communes limitrophes.

Les communes les plus proches sont : Gy-les-Nonains (1,1 km), Conflans-sur-Loing (4,6 km), Saint-Firmin-des-Bois (4,9 km), Montcresson (6,3 km), Château-Renard (6,3 km), Amilly (6,4 km), La Chapelle-Saint-Sépulcre (6,9 km), La Selle-en-Hermoy (7 km), Mormant-sur-Vernisson (8,3 km) et Thorailles (8,4 km).

### Hameaux, lieux-dits et écarts
Saint-Germain-des-Prés est parfois encore surnommée « la paroisse des 70 hameaux », à juste titre puisqu'elle en dénombre encore à peu près autant et en a compté plus autrefois comme l'attestent quelques noms de lieux-dits comme Montantaume (Montanthaume), emplacement d'un château maintenant disparu et à l'emplacement duquel rien n'a été reconstruit. D'autres châteaux ont existé : les Essarts, ayant appartenu au sénéchal de Château-Renard et rasé durant la guerre de Cent Ans ; Pourpry (château disparu) ; Courbevaux ; Gisors (Guézard) près des Griboulets (château disparu).
Moulin-Plateau est un village plus qu'un hameau ; il est d'ailleurs signalé par des panneaux ad hoc (noir sur blanc entouré de rouge).
Les hameaux suivis d'une astérisque sont situés à l'écart de la route indiquée.
A
- l'Alouettière,         Rue des Commailles

B
- les Beaudenons,        Chmin des Beaudenons
- Beaune,                Chmin des Griboulets
- la Bénarderie,         Rue des Commailles
- la Bien-Assise,        Chmin des Godards
- les Billons,           Chmin des Billons
- les Bonins,            Rue des Commailles
- le Breuillois,         D943

C
- la Cage,               Chmin des Billons
- les Chaillots*,        Chmin de la Nouvelle France
- la Chaponnière,        Chmin de la Nouvelle France
- la Petite Chaponnière*, Chmin de la Nouvelle France
- la Chênée*,            Chmin des Billons
- la Claudinerie,        Rte de la Chapelle
- les Cocard*,           Chmin des Billons
- la Commaillerie*,      Chmin de la Nouvelle France
- Les Cornets,           D943 vers Moulin-Plateau
- Courbevaux (chteau)*, Chmin de la Nouvelle France
- Culfroid,              Chmin de la Pichotterie

D
- Domaine de la Métairie, Chmin des Beaudenons
- les Ducoins,           D163

E
- les Essarts,           D163

F
- les Forêts*,           Chmin des Billons
- la Fourmilloire*,      Rue des Commailles
- les Frênes,            Chmin des Godards

G
- les Gallepoires*,      D943 vers Chteau-Renard
- les Godards,           Chmin des Godards
- les Griboulets*,       D943 vers Chteau-Renard
- Guézard,               D943 vers Chteau-Renard
- les Guiberts,          Chmin des Bonins
- les Guillins*,         D163
- les Guillots*,         Chmin de la Nouvelle France

H
- les Houzons,           Rue des Commailles
- les Giers,             Chmin des Giers

J
- le Javot,              Chmin des Javots
- les Grands Javots,     Chmin des Javots
- les Petits Javots,     Chmin des Petits Javots

L
- les Petits Liès*,      Chmin de la Nouvelle France

M
- le Marchais Puteau,    Chmin des Javots
- la Maréchaudière,      Chmin de la Pichotterie
- les Métairies*,        Rue des Commailles
- les Michaux ,          Chmin des Michaux
- la Montagne*,          Chmin de la Pichotterie
- les Moreaux*,          D943 vers Moulin-Plateau
- Moulin-Plateau,        D943 vers Montargis
- le Moulin à Tan*,      D943 vers Chteau-Renard
- la Mouloire,           D943 vers Chteau-Renard

N
- les Norests,           D943 vers Moulin-Plateau
- la Nouvelle France,    Chmin de la Nouvelle France

O
- le Pont Guinand,       D943 vers Chteau-Renard

P
- le Pâtis,
- la Pierre du Carreau*, D943 vers Moulin-Plateau
- le Petit Plateau       D943 vers Moulin-Plateau
- la Pichotterie,        Chmin de la Pichotterie
- les Petits Pingrins*,  D943 vers Chteau-Renard
- les Poiriers*,         Chmin de Volteau
- Pouligny*,             D943 vers Chteau-Renard
- la Pouparderie,        Chmin des Grands Javots
- Pourpris*,             D943 vers Moulin-Plateau
- Pont Gazin*,           D943 vers Moulin-Plateau
- le Petit Pourpris*,    D943 vers Moulin-Plateau

Q
- les Quatre Vents,      Rue des Commailles

R
- la Roussière*,         Chmin des Billons

S
- la Simonette,          Chmin de la Pichotterie
- Saint-Thibault,        D943 vers Chteau-Renard

T
- les Tailles,           Rue des Commailles
- les Trois Chapeaux,    Rte de la Chapelle

V
- Varennes (chteau)*, D943 vers Moulin-Plateau
- Volteau,               Chmin de Volteau

Le château de Varennes est partagé entre Saint-Germain et Amilly.

### Géologie et relief

#### Géologie
La commune se situe dans le sud du Bassin parisien, le plus grand des trois bassins sédimentaires français. Cette vaste dépression, occupée dans le passé par des mers peu profondes et des lacs, a été comblée, au fur et à mesure que son socle s’affaissait, par des sables et des argiles, issus de l’érosion des reliefs alentours, ainsi que des calcaires d’origine biologique, formant ainsi une succession de couches géologiques.
Les couches affleurantes sur le territoire communal sont constituées de formations superficielles du Quaternaire et de roches sédimentaires datant du Cénozoïque, l'ère géologique la plus récente sur l'échelle des temps géologiques, débutant il y a 66 millions d'années, et du Mésozoïque, anciennement appelé Ère secondaire, qui s'étend de −252,2 à −66,0 Ma. La formation la plus ancienne est de la craie blanche à silex remontant à la période Crétacé. La formation la plus récente est des alluvions récentes des lits mineurs remontant à l’époque Holocène de la période Quaternaire. Le descriptif de ces couches est détaillé dans  les feuilles « n°365 - Montargis » et « n° 366 - Courtenay » de la carte géologique au 1/50 000ème du département du Loiret, et leurs notices associées,.

Carte géologique de la commune.

|  | Fz : | alluvions récentes des lits mineurs, Holocène                                                     |
|  | FC : | alluvions et colluvions du fond des vallées secondaires, Holocène                                 |
|  | Fy : | alluvions récentes des levées et montilles de la Loire et des basses terrasses du Loing, Holocène |

|  | qC :  | colluvions indifférenciées de versant, Quaternaires |
|  | qOE : | Limons et Loess, Quaternaire                        |

|  | e4PN : | poudingue de Nemours, Paléocène-Éocène inférieur       |
|  | e4A :  | argile à faciès sparnacien, Paléocène-Éocène inférieur |

|  | e1-4Rc : | complexe argilo-sableux à silex = argiles à silex, Paléocène-Éocène inférieur |

|  | c4Cr : | craie blanche à silex, Santonien |
|  | c3Cr : | craie blanche à silex, Coniacien |

#### Relief
La superficie cadastrale de la commune publiée par l’Insee, qui sert de références dans toutes les statistiques, est de 26,18 km2,. La superficie géographique, issue de la BD Topo, composante du Référentiel à grande échelle produit par l'IGN, est quant à elle de 26,4 km2. L'altitude du territoire varie entre 95 m et 148 m.

### Hydrographie et relief

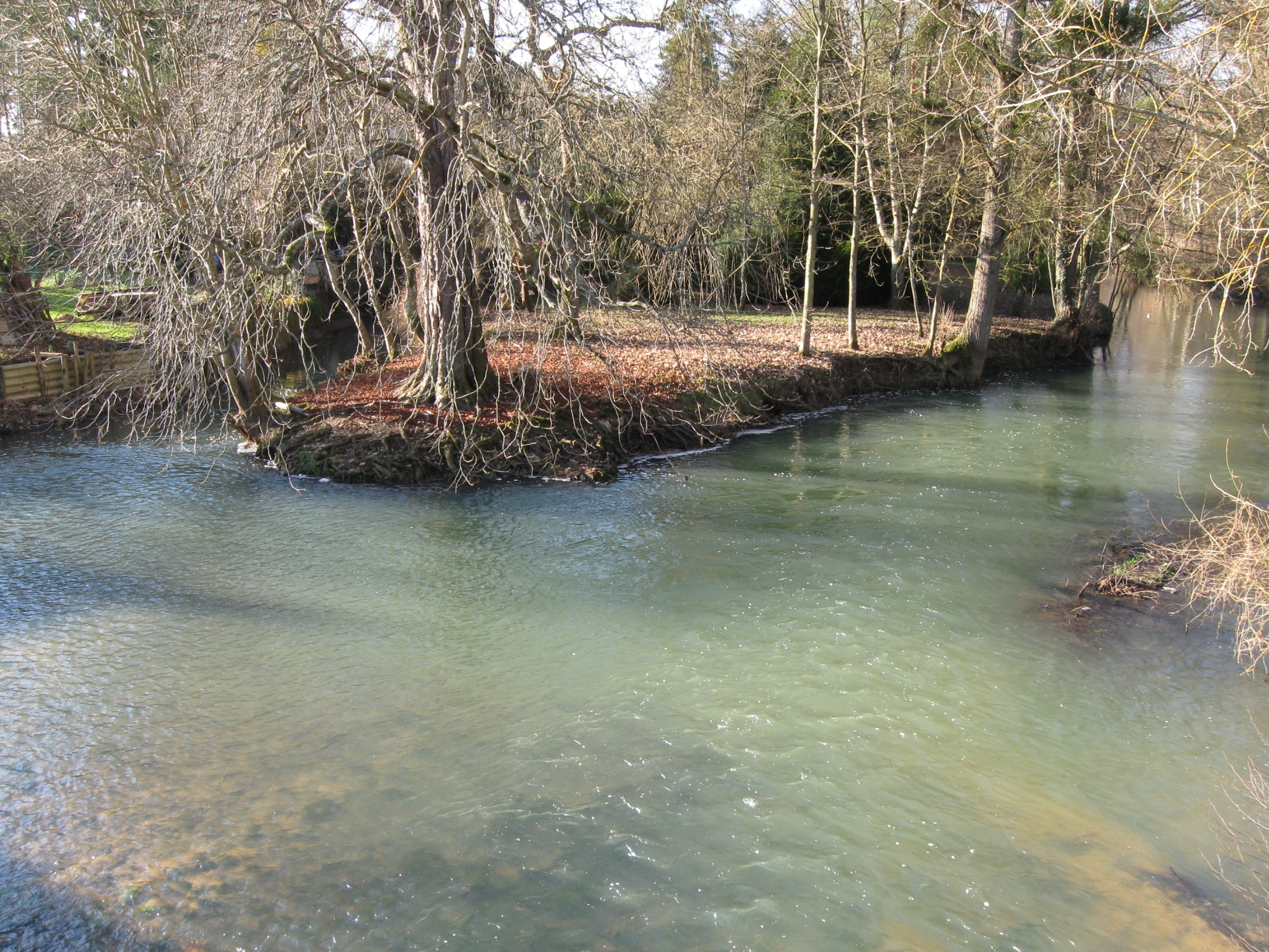
L'Ouanne - son bras principal à droite de la photo marque la limite avec Gy-les-Nonains ; le bras à gauche est sur Gy.

L'Ouanne traverse le territoire de la commune dont elle marque toute la limite sud, avec de nombreux méandres et bras secondaires.
Le ru saisonnier du Pont Guinand, qui prend naissance dans le nord de la commune de Château-Renard, rejoint l'Ouanne au Moulin du Tan après un large détour. Le ru du Francillon, autre saisonnier plus court (environ 3,5 km), vient du nord de Saint-Germain et rejoint l'Ouanne dans le village. Rappelons que de tels rus, même saisonniers, marquent le paysage en y creusant leurs vallées - ici le ru du Francillon a des coteaux avoisinant 20 à 25 m de hauteur en arrivant sur le village.
La source alimentant le lavoir du village, ou lavoir de la Fontaine, a la particularité de ne pas geler.
Au nord du village, et généralement au nord de la D 943 qui relie Joigny à Montargis, se trouve le plateau. Au sud de cette ligne est la vallée de l'Ouanne, zone très inondable et largement dominée par l'Ouanne, ses méandres, ses bras secondaires, ses étangs et zones marécageuses ; on y trouve surtout des champs de peupliers et des prairies.

### Climat
Pour des articles plus généraux, voir Climat du Centre-Val de Loire et Climat du Loiret.
En 2010, le climat de la commune est de type climat océanique dégradé des plaines du Centre et du Nord, selon une étude du CNRS s'appuyant sur une série de données couvrant la période 1971-2000. En 2020, Météo-France publie une typologie des climats de la France métropolitaine dans laquelle la commune est exposée à un climat océanique altéré et est dans la région climatique Nord-est du bassin Parisien, caractérisée par un ensoleillement médiocre, une pluviométrie moyenne régulièrement répartie au cours de l’année et un hiver froid (3 °C).
Pour la période 1971-2000, la température annuelle moyenne est de 11 °C, avec une amplitude thermique annuelle de 15,6 °C. Le cumul annuel moyen de précipitations est de 703 mm, avec 11 jours de précipitations en janvier et 7,4 jours en juillet. Pour la période 1991-2020, la température moyenne annuelle observée sur la station météorologique de Météo-France la plus proche, sur la commune d'Amilly à 6 km à vol d'oiseau, est de 11,7 °C et le cumul annuel moyen de précipitations est de 642,8 mm,. Pour l'avenir, les paramètres climatiques de la commune estimés pour 2050 selon différents scénarios d'émission de gaz à effet de serre sont consultables sur un site dédié publié par Météo-France en novembre 2022.

### Milieux naturels et biodiversité

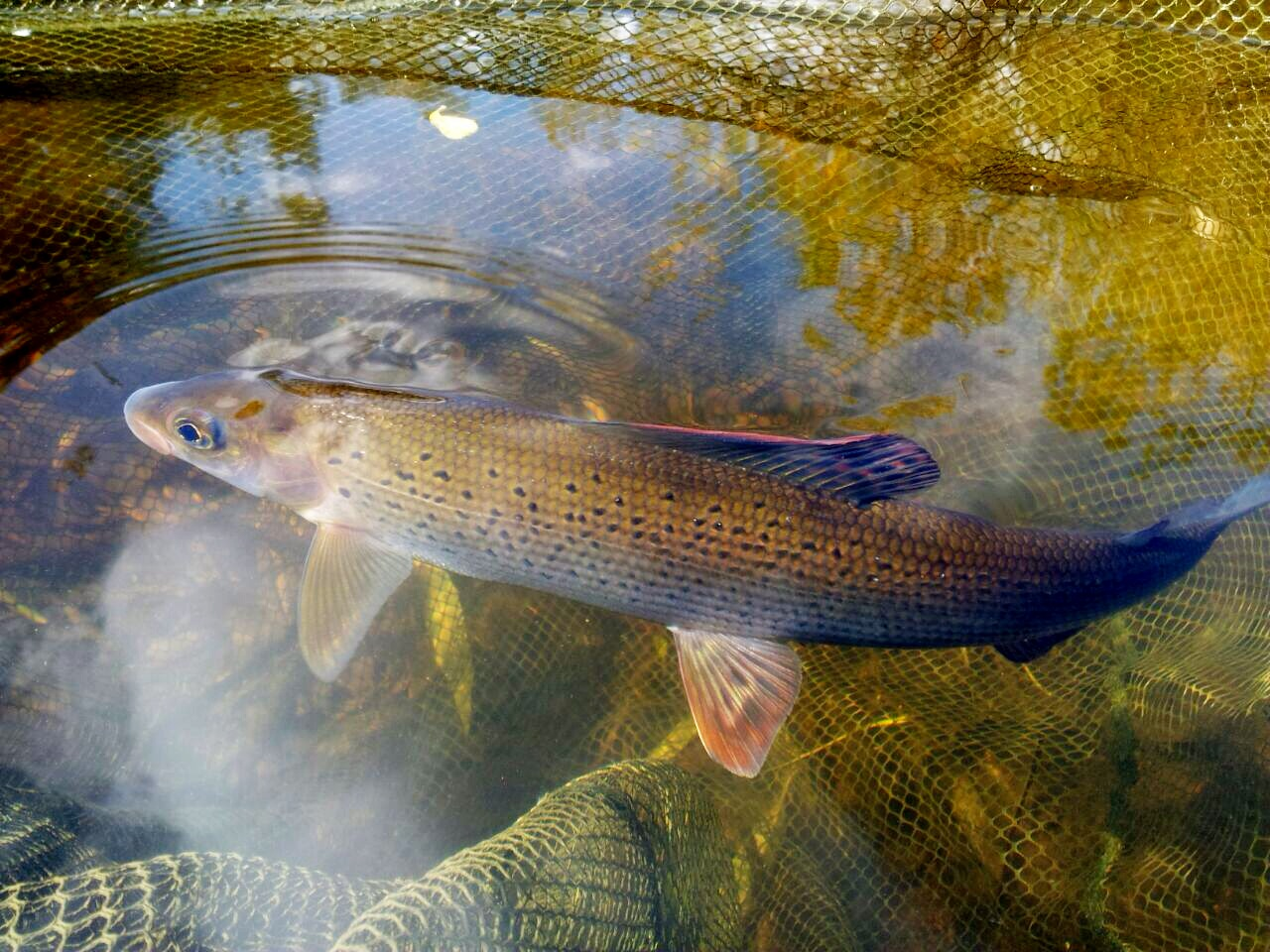
Ombre commun.

L’inventaire des zones naturelles d'intérêt écologique, faunistique et floristique (ZNIEFF) a pour objectif de réaliser une couverture des zones les plus intéressantes sur le plan écologique, essentiellement dans la perspective d’améliorer la connaissance du patrimoine naturel national et de fournir aux différents décideurs un outil d’aide à la prise en compte de l’environnement dans l’aménagement du territoire. Le territoire communal de Saint-Germain-des-Prés ne comprend pas de ZNIEFF.
Parmi les 17 espèces de poissons indigènes présents sur la commune, se trouvent cependant trois espèces inscrites comme vulnérables sur la liste de l'INPN : l'anguille européenne (Anguilla anguilla), le brochet (Esox lucius) et l'ombre commun (Thymallus thymallus).

## Histoire
Saint-Germain-des-Prés, qui s'est appelé Saint-Germain-les-Gy à l'époque où le village était dépendant de Gy-les-Nonains, tirerait son nom du passage de Saint Germain évêque d'Auxerre en 445.
Des tombes carolingiennes ont été découvertes à l'emplacement du château de Javot maintenant détruit.
Robert Knolle, qui se servit entre autres de Malicorne, distant de 25 km, comme base de pillage vers la fin de l'année 1358, fit de gros dégâts à Saint-Germain-des-Prés. La population, sous la conduite de son seigneur Gilles Lécuyer, s'était réfugiée dans le château haut de Château-Renard. 

C'est vers cette époque que Jeanne d'Arc resta une nuit au château de Guisors (Guézard), traversant ensuite l'Ouanne au gué du Pont Guinant.
Un certain nombre de moulins existaient sur la paroisse : le moulin à Tan près de Pont-Guinand, le moulin de Saint-Germain mû par le ruisseau de la fontaine du village, le moulin de Varennes qui donna naissance à Moulin-Plateau, le moulin de Pouligny - un moulin à forge dont les rejets (la gangue) étaient rejetés sur la rive gauche du bras droit de l’Ouanne. Le sous-sol de la région, moyennement riche en fer, fournissait la matière première notamment pour les défenses des châteaux : boulets, canons... Ils furent plus tard reconvertis en moulins à blé ou à foulon,
Entre le 29 janvier et le 8 février 1939, plus de 2 800 réfugiés espagnols fuyant l'effondrement de la république espagnole devant les troupes de Franco, arrivent dans le Loiret. Devant l'insuffisance des structures d'accueil d’Orléans, 46 centres d’accueil ruraux sont ouverts, dont un à Saint-Germain-des-Prés. Les réfugiés, essentiellement des femmes et des enfants (les hommes sont désarmés et retenus dans le Sud de la France), sont soumis à une quarantaine stricte, vaccinés, le courrier est limité, et le ravitaillement, s'il est peu varié et cuisiné à la française, est cependant assuré. Une partie des réfugiés rentrent en Espagne, incités par le gouvernement français qui facilite les conditions du retour, ceux préférant rester sont regroupés au camp de la verrerie des Aydes, à Fleury-les-Aubrais.

## Urbanisme

### Typologie
Au 1er janvier 2024, Saint-Germain-des-Prés est catégorisée commune rurale à habitat dispersé, selon la nouvelle grille communale de densité à sept niveaux définie par l'Insee en 2022.
Elle est située hors unité urbaine. Par ailleurs la commune fait partie de l'aire d'attraction de Montargis, dont elle est une commune de la couronne,. Cette aire, qui regroupe 33 communes, est catégorisée dans les aires de 50 000 à moins de 200 000 habitants,.

### Occupation des sols
L'occupation des sols de la commune, telle qu'elle ressort de la base de données européenne d’occupation biophysique des sols Corine Land Cover (CLC), est marquée par l'importance des territoires agricoles (76,7 % en 2018), en diminution par rapport à 1990 (80,3 %). La répartition détaillée en 2018 est la suivante : 
terres arables (59,4 %), forêts (16,6 %), zones agricoles hétérogènes (14,2 %), zones urbanisées (6,7 %), prairies (3,2 %).
L'évolution de l’occupation des sols de la commune et de ses infrastructures peut être observée sur les différentes représentations cartographiques du territoire : la carte de Cassini (XVIIIe siècle), la carte d'état-major (1820-1866) et les cartes ou photos aériennes de l'IGN pour la période actuelle (1950 à aujourd'hui).

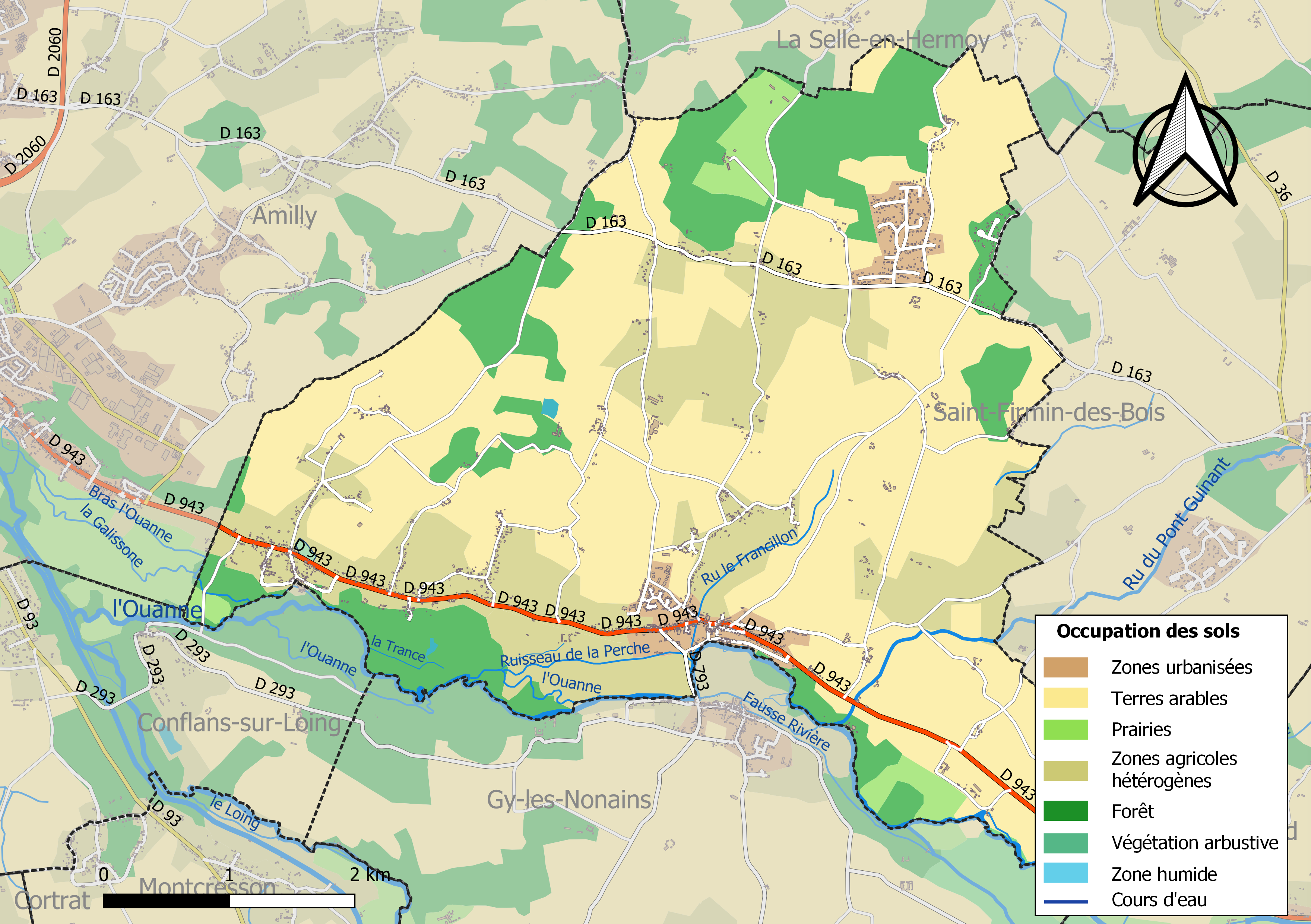
Carte des infrastructures et de l'occupation des sols de la commune en 2018 (CLC).
Carte orthophotographique de la commune en 2016.

### Planification
Le conseil municipal prescrit l'élaboration d'un plan local d'urbanisme le 27 octobre 2000, en application de la loi relative à la solidarité et au renouvellement urbains, dite loi SRU. Le document n'est approuvé que le 3 mars 2008,.

### Voies de communication et transports

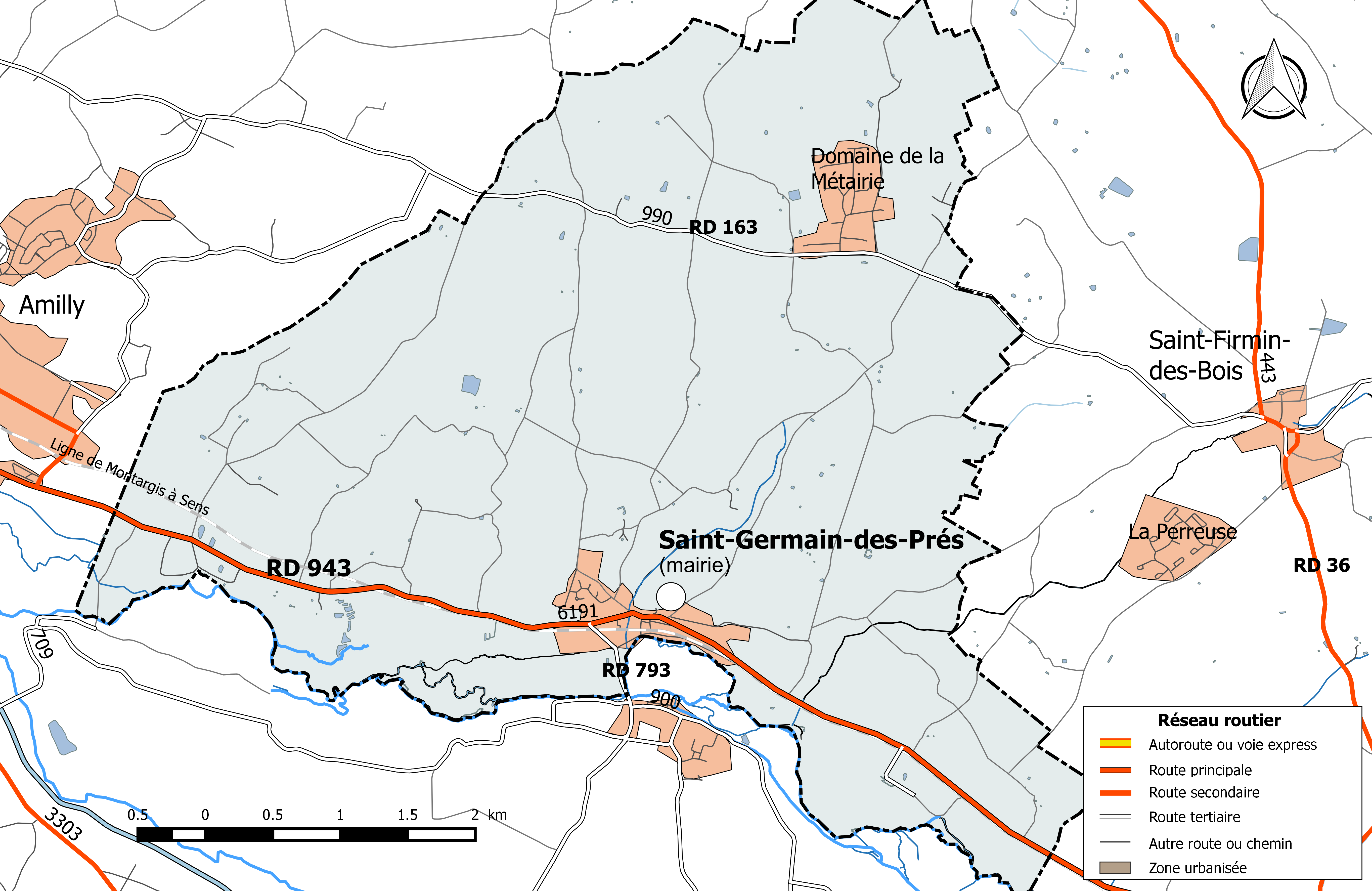
Réseau routier principal de la commune de Saint-Germain-des-Prés (avec indication du trafic routier 2014).

#### Infrastructures routières
La commune est traversée par trois routes départementales :  une route à trafic modéré (la RD 943) et deux routes à faible trafic : la RD 163 et la RD 793.
La RD 943 relie Montargis à Douchy dans le Loiret et Joigny dans l'Yonne et supporte en 1974 un trafic de 2 435 véhicules/jour dans la traversée de la commune. La RD 163 (990 véhicules/jour) relie Montargis à Chuelles. La RD 793 (900 véhicules/jour) relie quant à elle la commune à Gy-les-Nonains.

#### Transports en commun routiers
Saint-Germain est desservi par la ligne 13 du réseau d'autocars départemental Ulys. Le service « Ulys à la demande » est utilisable moyennant réservation par numéro vert la veille avant midi. À compter du 1er janvier 2017, la compétence des services de transports routiers interurbains, réguliers et à la demande est transférée des départements aux régions, et donc localement du département du Loiret à la région Centre-Val de Loire, consécutivement à la loi NOTRe du 7 août 2015.

#### Infrastructures ferroviaires
La commune est un lieu de passage de l'ancienne ligne d'Orléans à Châlons (section Montargis-Sens). L'ancienne maison de la gare se trouve au sud de la localité ; son bâtiment existe toujours, transformé en maison d'habitation. Le bâtiment de la gare proprement dite, une construction en bardeaux de bois, abrite un négociant en bois. Le pont-bascule à plateau en bois et sa balance, à l'entrée de la cour, ont été conservés comme pièces historiques.

## Politique et administration

### Découpage territorial

#### Bloc communal: Commune et intercommunalités
La paroisse et bourg de Saint-Germain-des-Prés acquiert le statut de municipalité avec le  décret du 12 novembre 1789 de l'Assemblée Nationale puis celui de « commune », au sens de l'administration territoriale actuelle, par le décret de la Convention nationale du 10 brumaire an II (31 octobre 1793). Il faut toutefois attendre la loi du 5 avril 1884 sur l'organisation municipale pour qu'un régime juridique uniforme soit défini pour toutes les communes de France, point de départ de l’affirmation progressive des communes face au pouvoir central.
Aucun événement de restructuration majeure du territoire, de type suppression, cession ou réception de territoire, n'a affecté la commune depuis sa création.
Le 1er décembre 2009, un arrêté préfectoral transforme le SIVOM du canton de Château-Renard, créé le 2 avril 1968, en Communauté de Communes de Château-Renard qui comprend dix communes dont Saint-Germain-des-Prés. La commune appartient à d'autres établissements publics de coopération intercommunale, de type syndicats ou autres regroupements intercommunaux. Le découpage territorial de ces structures est en constante évolution dans une perspective de rationalisation et d'efficience des services.
Le  1er janvier 2017, la communauté de communes du Betz et de la Cléry (CCBC) et la communauté de communes de Château-Renard (CCCR) fusionnent pour donner naissance à la communauté de communes de la Cléry, du Betz et de l'Ouanne (3CBO). À l’occasion de cette fusion, le Syndicat d’Aménagement Rural (SAR) de Château-Renard et Courtenay, totalement inclus dans le périmètre de la 3CBO, fait partie intégrante de la nouvelle entité créée.

#### Circonscriptions de rattachement
Sous l'Ancien Régime, à la veille des États généraux de 1789, la paroisse de Saint-Germain-des-Prés était rattachée sur le plan ecclésiastique de l'ancien diocèse de Sens et sur le plan judiciaire au bailliage de Montargis.
La loi du 22 décembre 1789 divise le pays en 83 départements découpés chacun en six à neuf districts eux-mêmes découpés en cantons regroupant des communes. Les districts, tout comme les départements, sont le siège d’une administration d’État et constituent à ce titre des circonscriptions administratives. La commune de Saint-Germain-des-Prés est alors incluse dans le canton de Chateaurenard, le district de Montargis et le département du Loiret.
La recherche d’un équilibre entre la volonté d’organiser une administration dont les cadres permettent l’exécution et le contrôle des lois d’une part, et la volonté d’accorder une certaine autonomie aux collectivités de base (paroisses, bourgs, villes) d’autre part, s’étale de 1789 à 1838. Les découpages territoriaux évoluent ensuite au gré des réformes visant à décentraliser ou recentraliser l'action de l'État. La régionalisation fonctionnelle des services de l'État (1945-1971) aboutit à la création de régions. L'acte I de la décentralisation de 1982-1983 constitue une étape importante en donnant l'autonomie aux collectivités territoriales, régions, départements et communes. L'acte II intervient en 2003-2006, puis l'acte III en 2012-2015.
Le tableau suivant présente les rattachements, au niveau infra-départemental, de la commune de Saint-Germain-des-Prés aux différentes circonscriptions administratives et électorales ainsi que l'historique de l'évolution de leurs territoires.
| Circonscription             | Nom                | Période   | Type                         | Évolution du découpage territorial |
| --------------------------- | ------------------ | --------- | ---------------------------- | --- |
| District                    | Montargis          | 1790-1795 | Administrative               | La commune est rattachée au district de Montargis de 1790 à 1795,. La Constitution du 5 fructidor an III, appliquée à partir de vendémiaire an IV (1795) supprime les districts, rouages administratifs liés à la Terreur, mais maintient les cantons qui acquièrent dès lors plus d'importance. |
| Canton                      | Chateaurenard      | 1790-1801 | Administrative et électorale | Le 10 février 1790, la municipalité de Saint-Germain-des-Prés est rattachée au canton de Chateaurenard qui comprend sept municipalités. Les cantons acquièrent une fonction administrative avec la disparition des districts en 1795. |
| Canton                      | Château-Renard     | 1801-2015 | Administrative et électorale | Sous le Consulat, un redécoupage territorial visant à réduire le nombre de justices de paix ramène le nombre de cantons dans le Loiret de 59 à 31. Saint-Germain-des-Prés est alors rattachée par arrêté du 9 vendémiaire an X (30 septembre 1801) au canton de Château-Renard qui comprend désormais dix communes,. |
| Canton                      | Courtenay          | 2015-     | Électorale                   | La loi du 17 mai 2013 et ses décrets d'application publiés en février et mars 2014 introduisent un nouveau découpage territorial pour les élections départementales. La commune est alors rattachée au nouveau canton de Courtenay. Depuis cette réforme, plus aucun service de l'État n'exerce sa compétence sur un territoire s'appuyant sur le nouveau découpage cantonal. Le canton a disparu en tant que circonscription administrative de l'État ; il est désormais uniquement une circonscription électorale destinée à l'élection d'un binôme de conseillers départementaux siégeant au conseil départemental. |
| Arrondissement              | Montargis          | 1801-     | Administrative               | Saint-Germain-des-Prés est rattachée à l'arrondissement de Montargis depuis sa création en 1801,. |
| Circonscription législative | 4e circonscription | 2010-     | Électorale                   | Lors du découpage législatif de 1986, le nombre de circonscriptions législatives passe dans le Loiret de 4 à 5. Un nouveau redécoupage intervient en 2010 avec la loi du 23 février 2010. En attribuant un siège de député « par tranche » de 125 000 habitants, le nombre de circonscriptions par département varie désormais de 1 à 21,. Dans le Loiret, le nombre de circonscriptions passe de cinq à six. La réforme n'affecte pas Saint-Germain-des-Prés qui reste rattachée à la quatrième circonscription. |

#### Collectivités de rattachement
La commune de Saint-Germain-des-Prés est rattachée au département du Loiret et à la région Centre-Val de Loire, à la fois circonscriptions administratives de l'État et collectivités territoriales.

### Politique et administration municipales

#### Conseil municipal et maire
Depuis les élections municipales de 2014, le conseil municipal  de Saint-Germain-des-Prés, commune de plus de 1 000 habitants, est élu au scrutin proportionnel de liste à deux tours (sans aucune modification possible de la liste), pour un mandat de six ans renouvelable. Il est composé de 19 membres. L'exécutif communal, est constitué par le maire, élu par le conseil municipal, parmi ses membres, pour un mandat de six ans, c'est-à-dire pour la durée du mandat du conseil.
| Période                                  | Période    | Identité             | Étiquette | Qualité                                         |
| ---------------------------------------- | ---------- | -------------------- | --------- | ----------------------------------------------- |
| 1995                                     | 22/03/2014 | Bernard Beets        | DVD       | Maire                                           |
| avril 2014                               | En cours   | Christophe Bethoul , |           | Artisan, Président de la Communauté de communes |
| Les données manquantes sont à compléter. |            |                      |           |                                                 |

## Jumelages
Saint-Germain-des-Prés est jumelée avec Saint-Germain-des-Prés qui se trouve dans le département de Maine-et-Loire.

## Équipements et services

### Environnement

#### Gestion des déchets
En 2016, la commune est membre du syndicat d'aménagement rural (SAR) des cantons de Courtenay et Château-Renard. Celui-ci assure la collecte et le traitement des ordures ménagères résiduelles en porte à porte, des emballages ménagers recyclables, des journaux-magazines et du verre en points d’apport volontaire. Un réseau de trois déchetteries accueille les encombrants et autres déchets spécifiques (déchets verts, déchets dangereux, gravats, ferrailles, cartons, cartouches/capsules, déchets dangereux). La déchèterie la plus proche est située sur la commune de Château-Renard. Le SAR n’assure pas le traitement, ni la valorisation des déchets collectés qui sont effectués par le SMIRTOM et différents prestataires. Le SMIRTOM de Montargis procède à l'élimination et la valorisation énergétique des déchets ménagers dans l'unité d'Amilly, construite en 1969. Une convention de délégation du service public de traitement a été conclue en 2013 avec la société Novergie Centre, filiale énergie du Groupe Suez pour la valorisation énergétique des déchets.
Depuis le 1er janvier 2017, la « gestion des déchets ménagers » ne fait plus partie des compétences de la commune mais est une compétence obligatoire de la communauté de communes de la Cléry, du Betz et de l'Ouanne (3CBO) en application de la loi NOTRe du 7 août 2015. À l'occasion de la création de la 3CBO, le Syndicat d’Aménagement Rural (SAR) de Château-Renard et Courtenay, totalement inclus dans le périmètre de cette nouvelle structure, est dissout par arrêté préfectoral du 28 décembre 2016 et les personnels, biens et équipements font désormais partie intégrante de la nouvelle communauté de communes.

#### Production et distribution d'eau
Le service public d’eau potable est une compétence obligatoire des communes depuis l’adoption de la loi du 30 décembre 2006 sur l’eau et les milieux aquatiques. Au 31 décembre 2016, la production et la distribution de l'eau potable sur le territoire communal sont assurées par le syndicat intercommunal d'alimentation en eau potable de Château-Renard, un syndicat créé en 1949 desservant six communes : Château-Renard, Conflans-sur-Loing, Gy-les-Nonains, Melleroy, Saint-Firmin-des-Bois, Saint-Germain-des-Prés,,.
La loi NOTRe du 7 août 2015 prévoit que le transfert des compétences « eau et assainissement » vers les communautés de communes sera obligatoire à compter du 1er janvier 2020. Le transfert d’une compétence entraîne  de  facto la mise à disposition gratuite de plein droit des biens, équipements et services publics utilisés, à la date du transfert, pour l'exercice de ces compétences et la substitution de la communauté dans les droits et obligations des communes,.

#### Assainissement
La compétence assainissement, qui recouvre obligatoirement la collecte, le transport et l’épuration des eaux usées, l’élimination des boues produites, ainsi que le contrôle des raccordements aux réseaux publics de collecte, est assurée par le Syndicat Intercommunal d'Assainissement de Saint-Germain-des-Prés - Gy-les-Nonains,,.
La commune est raccordée à une station d'épuration située sur le territoire de la commune de SAINT-GERMAIN-DES-PRES GY-LES-NONAINS, mise en service le 16 mars 2006 et dont la capacité nominale de traitement est de  2 250 EH, soit 500 m3/jour. Cet équipement utilise un procédé d'épuration biologique dit « à boues activées ». Son exploitation est assurée en 2017 par la SAUR,.
L’assainissement non collectif (ANC) désigne les installations individuelles de traitement des eaux domestiques qui ne sont pas desservies par un réseau public de collecte des eaux usées et qui doivent en conséquence traiter elles-mêmes leurs eaux usées avant de les rejeter dans le milieu naturel. Le Syndicat mixte d'Aménagement Rural des cantons de Courtenay et de Château-Renard a créé un service public d'assainissement non collectif (SPANC) qui a pour missions la vérification de la conception et de l’exécution des ouvrages pour les installations neuves ou réhabilitées et la vérification périodique du bon fonctionnement et de l’entretien des installations existantes,. Depuis le 1er janvier 2017, le SPANC est assuré par la 3CBO, dont la création a été accompagnée de la dissolution du Syndicat d’Aménagement Rural (SAR) de Château-Renard et Courtenay.

## Population et société

### Démographie
L'évolution du nombre d'habitants est connue à travers les recensements de la population effectués dans la commune depuis 1793. Pour les communes de moins de 10 000 habitants, une enquête de recensement portant sur toute la population est réalisée tous les cinq ans, les populations de référence des années intermédiaires étant quant à elles estimées par interpolation ou extrapolation. Pour la commune, le premier recensement exhaustif entrant dans le cadre du nouveau dispositif a été réalisé en 2006.
En 2022, la commune comptait 1 864 habitants, en évolution de −2,71 % par rapport à 2016 (Loiret : +1,89 %, France hors Mayotte : +2,11 %).
| 1793 | 1800 | 1806 | 1821 | 1831  | 1836  | 1841  | 1846  | 1851  |
| ---- | ---- | ---- | ---- | ----- | ----- | ----- | ----- | ----- |
| 920  | 972  | 895  | 974  | 1 095 | 1 087 | 1 227 | 1 232 | 1 314 |

| 1856  | 1861  | 1866  | 1872  | 1876  | 1881  | 1886  | 1891  | 1896  |
| ----- | ----- | ----- | ----- | ----- | ----- | ----- | ----- | ----- |
| 1 265 | 1 325 | 1 355 | 1 408 | 1 440 | 1 374 | 1 451 | 1 324 | 1 235 |

| 1901  | 1906  | 1911  | 1921 | 1926  | 1931  | 1936 | 1946  | 1954  |
| ----- | ----- | ----- | ---- | ----- | ----- | ---- | ----- | ----- |
| 1 173 | 1 175 | 1 103 | 998  | 1 024 | 1 021 | 975  | 1 003 | 1 029 |

| 1962  | 1968  | 1975  | 1982  | 1990  | 1999  | 2006  | 2011  | 2016  |
| ----- | ----- | ----- | ----- | ----- | ----- | ----- | ----- | ----- |
| 1 058 | 1 045 | 1 068 | 1 287 | 1 578 | 1 704 | 1 864 | 1 874 | 1 916 |

| 2021  | 2022  | - | - | - | - | - | - | - |
| ----- | ----- | - | - | - | - | - | - | - |
| 1 877 | 1 864 | - | - | - | - | - | - | - |

## Culture locale et patrimoine

### Lieux et monuments

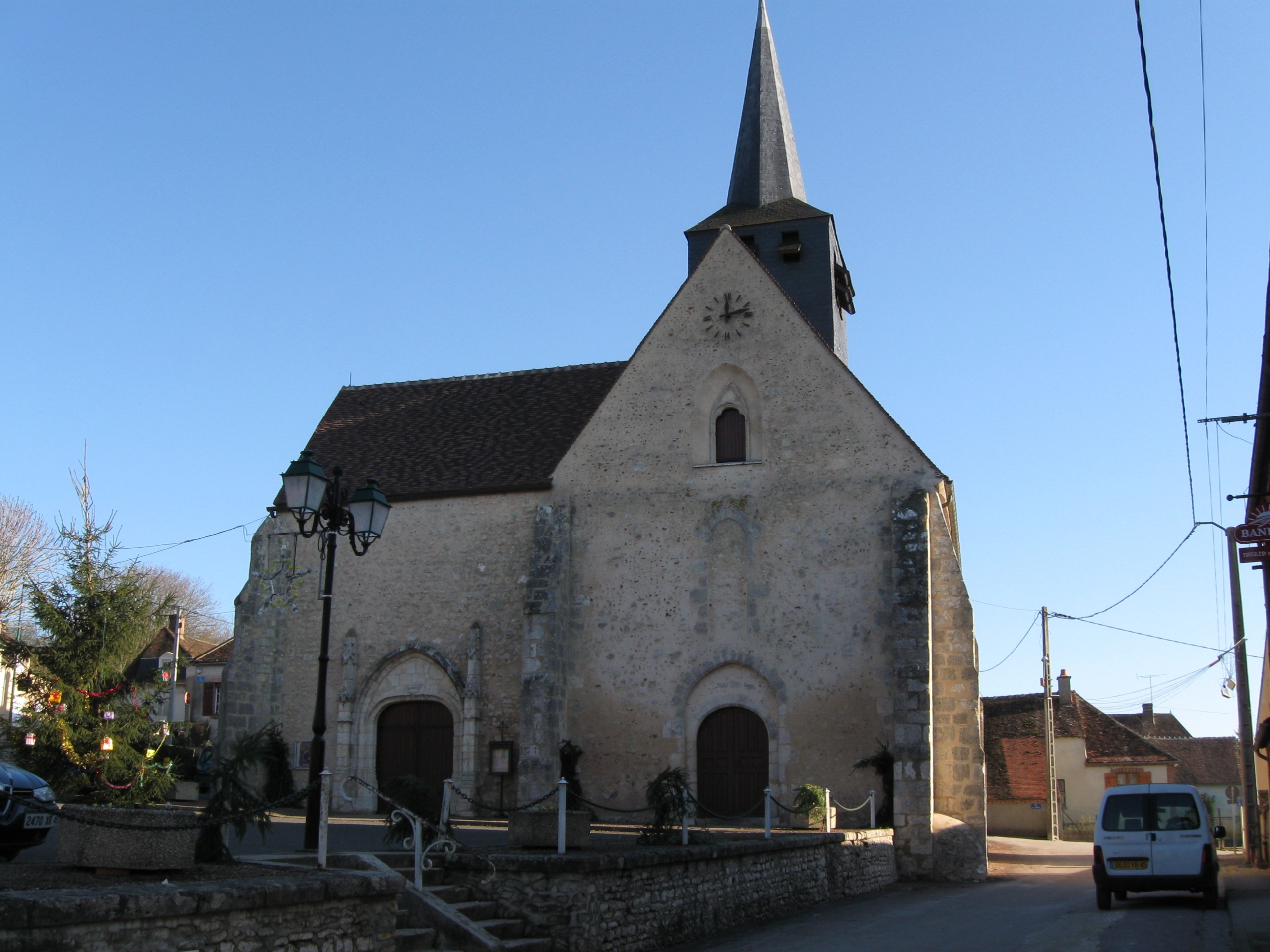
L'église Saint-Germain.

L'actuelle église Saint-Germain date du XVe siècle ; le portail et l'élévation ont été inscrits à l'inventaire des Monuments historiques le 3 octobre 1929

### Héraldique
|  | Les armoiries de Saint-Germain-des-Prés se blasonnent ainsi : De sinople au roc d'échiquier d'argent surmonté d'une croisette latine d'or; chapé cousu de gueules chargé des lettres capitales d'argent S à dextre et G à senestre. |

### Saint-Germain-des-Prés au cinéma
Saint-Germain-des-Prés a servi de décor pour le tournage de Comme un avion (2015), film de Bruno Podalydès.

## Tourisme et loisirs
Le GR 13 passe dans l'ouest de la commune (Les Moreaux, Bois de Gâtevilain, Les Billons).
Un petit étang de pêche à la truite (environ 13 ares) se trouve à Moulin-Plateau au bord de l'Ouanne.
L’association AC-QUAD45 promeut le quad de loisir.
Un hôtel et trois gîtes se trouvent sur la commune. L'office de tourisme le plus proche est celui de Château-Renard à 6 km.

## Enseignement
Saint-Germain-des-Prés est situé dans l'académie d'Orléans-Tours et dans la circonscription de Montargis-Est. La commune possède une école primaire publique, La Claudinerie.